# مري (إدام)

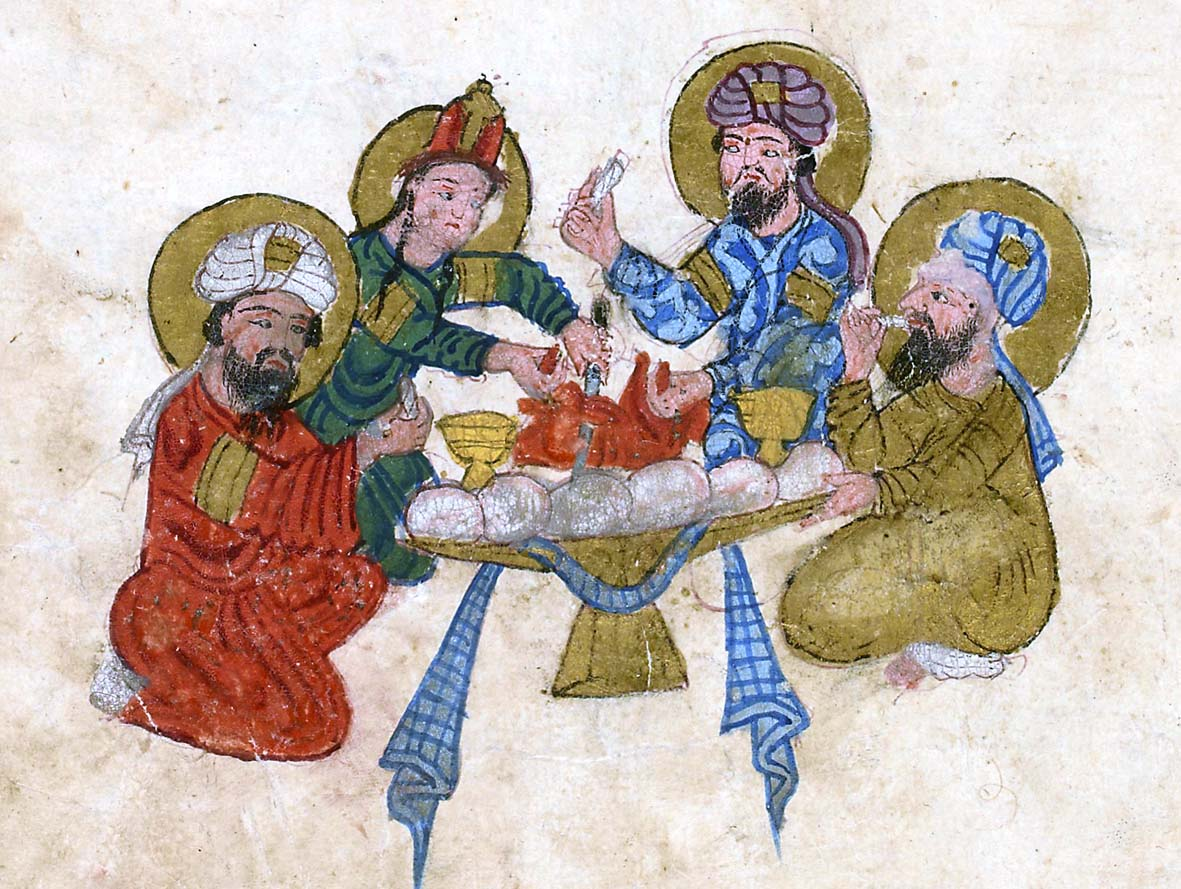
قوم يأكلون على مائدة. مقامات الحريري - مخطوط في مكتبة باريس، عربي ٣٩٢٩.

المُرِّيُّ نوع من الإدام المخمّر كان منتشرا في البلاد العربية في العصور الإسلامية الأولى.
ورد ذكر المُرِّيُّ في كثير من الوصفات التي جائت في كتب الطبخ العربي القديمة، وقد شبّبها بعض المعاصرون بصلصة الصوية الصينية.

## في المعاجم
جاء في لسان العرب:

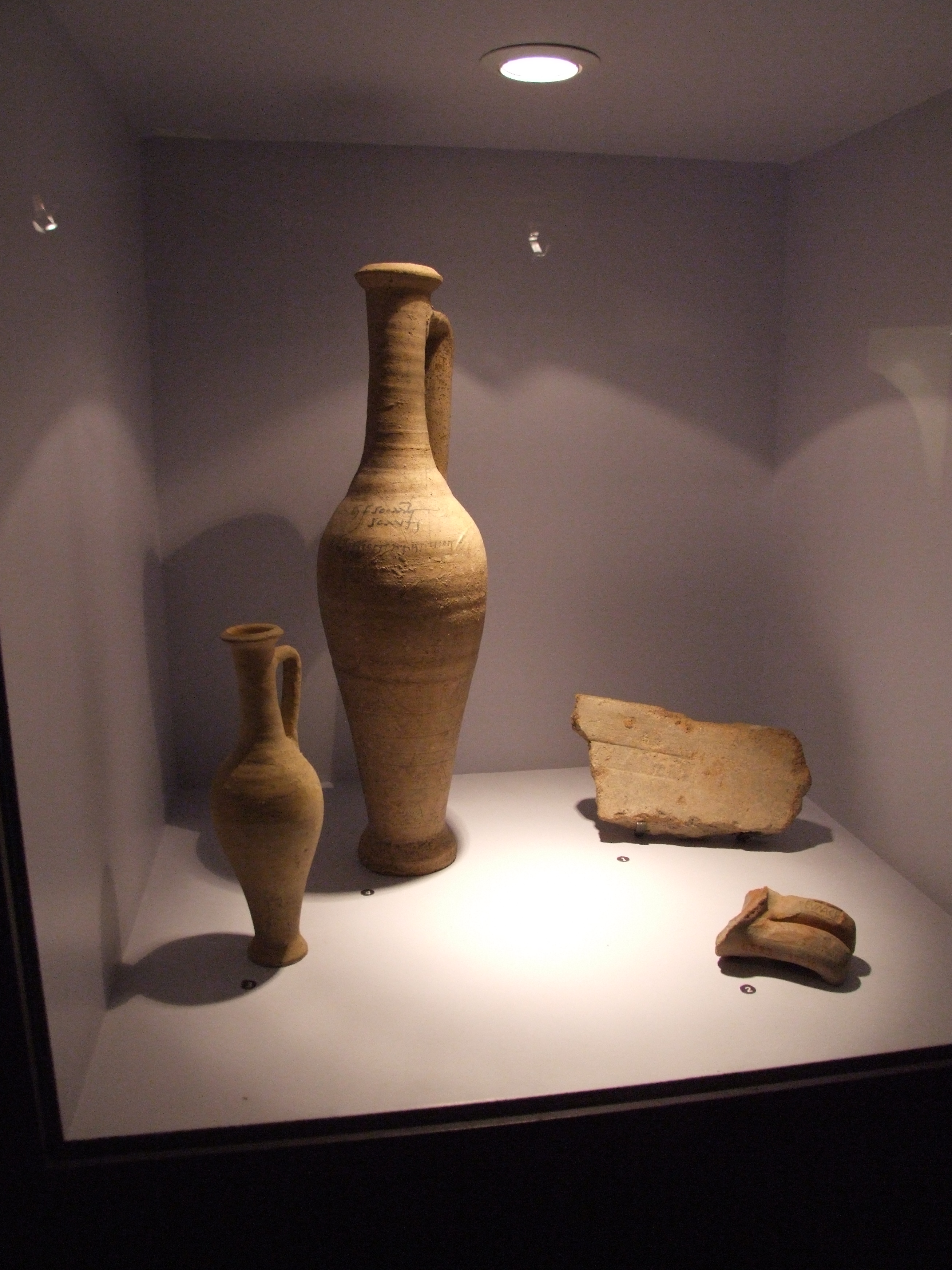
أمفورة «غارم» (المُرِّيُّ الرومي) من بومبي.

وقد عرف المري عند اليونان والروم باسم غارم garum وبالنبطية باسم مريا. غير أن الغارم يعمل عادة بالسمك، وقيل أن عمله بالسمك أصله يوناني، وقد أولع به الرومان، أما المري النبطي فكان يصنع من الشعير.

## في كتب التراث
للجاحظ رسالة في المُرِّيُّ قال فيها:

## وصفات

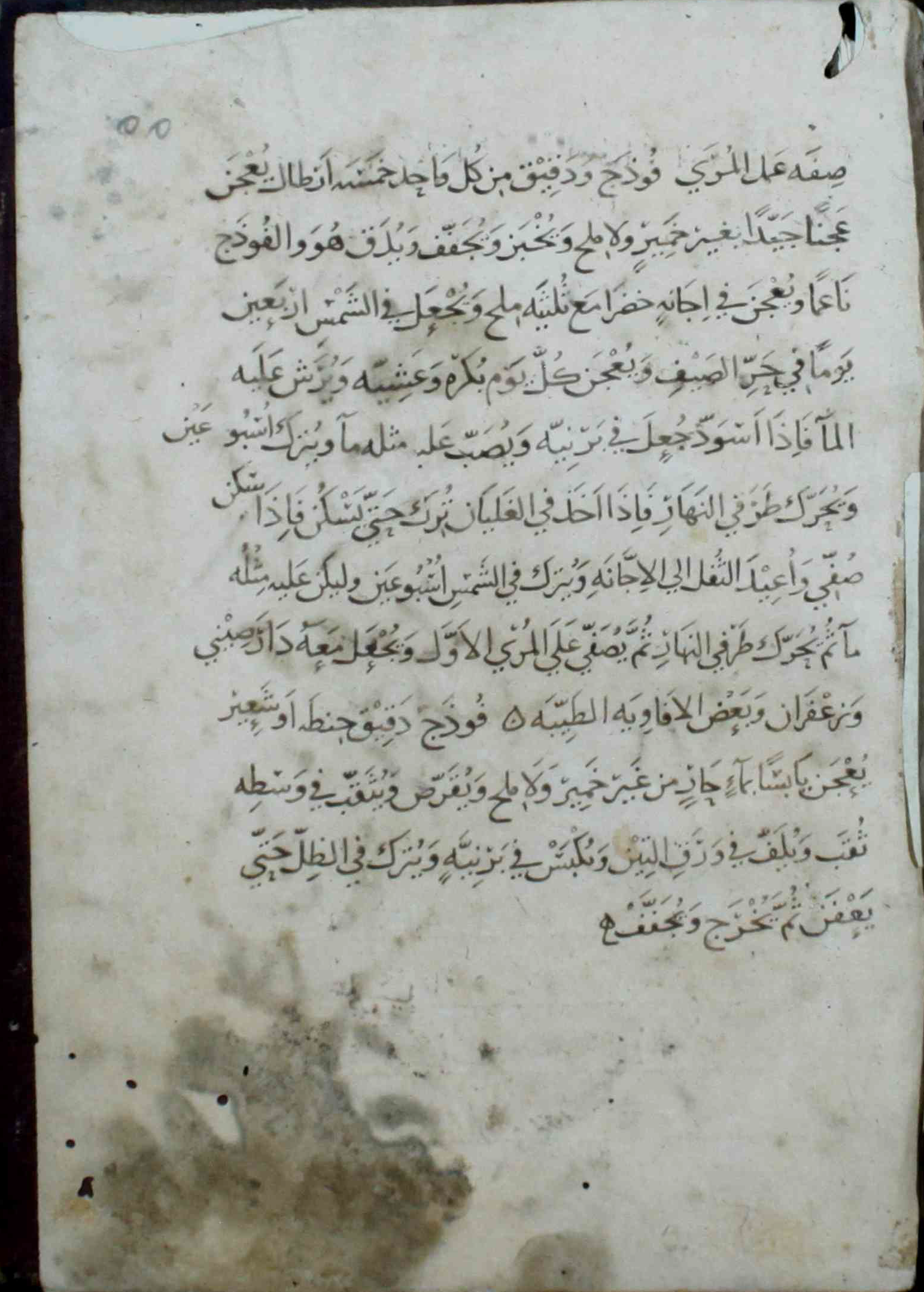
صفة عمل المُرِّيُّ - من كتاب الطبيخ للبغدادي.

جاء في ذيل مخطوط كتاب الطبيخ للبغدادي فصل عن عمل المري:
في كتب الطبيخ العربية القديمة، يظهر المُرِّيُّ كمكون أساسي في أكثر الأطعمة، ويرى حازم البكري الصديقي أن المري له نوعان أساسيان، هما المري النقيع والمري المطبوخ، ولكل منها عدة طرق لتحضيرها.

## إختفاء المري
تراجع إنتاج ورواج المرّي في المشرق بدءاً من العصر العباسي المتأخّر وحتى العصر العثماني، ولا يعرف سبب ذلك، إلا أن الباحث مؤنس بخاري رجّح أن السبب الرئيسي هو الغزو المغولي للعراق في القرن السابع الهجري وما تبعه من تخريب، ممّا أثّر سلباً على إنتاج وتوزيع المرّي.